# 佐藤雄大
佐藤 雄大（さとう ゆうだい、1982年10月23日 - ）は、日本の男性声優。神奈川県出身。

## 略歴
アミューズメントメディア総合学院卒業。
マウスプロモーション付属俳優養成所を経て、2012年11月までマウスプロモーションに所属しその後フリーを経て2014年6月から2018年までベルプロダクションに所属。

## 人物
声優としてはテレビアニメ、外画吹き替えを中心に活躍している。
若く甘い声を持つ。
趣味・特技は洗車、ドライブ、ゲーム。
資格は普通自動車免許。

## 出演
太字はメインキャラクター。

### テレビアニメ
2005年
- CLUSTER EDGE（クラスター生徒）
- 闘牌伝説アカギ 〜闇に舞い降りた天才〜（治）

2006年
- 蒼天の拳（葉子英）
- 無敵看板娘（中学生）

2007年
- Over Drive（観客）
- おおきく振りかぶって（沖一利）
- 彩雲国物語（冗官）
- D.C.II 〜ダ・カーポII〜（生徒、店員、林、通行人）
- ドラゴノーツ -ザ・レゾナンス-（ハバラギ・ユウヤ）
- ひとひら（空手部員）
- BLUE DROP 〜天使達の戯曲〜（チンピラC）

2008年
- 逆境無頼カイジ（5番）
- 地獄少女 シリーズ（2008年 - 2017年、八神邦彦、担任） - 2シリーズ
- 素敵探偵ラビリンス（日向正樹）
- S・A〜スペシャル・エー〜（高橋）
- 逮捕しちゃうぞ フルスロットル（友達）
- D.C.II S.S. 〜ダ・カーポII セカンドシーズン〜（生徒）
- 隠の王（風魔忍、生徒）
- 乃木坂春香の秘密（男子A）
- 秘密 〜The Revelation〜（山口和英）
- PERSONA -trinity soul-

2009年
- アラド戦記〜スラップアップパーティー〜（ファンA、鬼騎士B）
- うちの3姉妹（さわやか先生）

2010年
- おおかみかくし（田辺）
- おおきく振りかぶって 〜夏の大会編〜（沖一利）
- ちゅーぶら!!（小町陽樹）

2012年
- カードファイト!! ヴァンガード アジアサーキット編（ラジック）
- クロスファイト ビーダマン（アルバ ココドゥロ）

2013年
- 生徒会の一存 Lv.2（宇宙守）

### 劇場アニメ
- ジョジョの奇妙な冒険 ファントムブラッド（2007年、友人）

### OVA
- 撲殺天使ドクロちゃん2（2007年、クラスメイト）

### ゲーム
2006年
- サンライズ英雄譚3（ショーン・ランブル）
- ボクらの太陽 Django & Sabata（サバタ）

2007年
- 偽りの輪舞曲（セルディック（影武者）、アンセム、エルマ）
- おおきく振りかぶって ホントのエースになれるかも（沖一利）
- プリンセスメーカー5

2008年
- AWAY シャッフルダンジョン (ソード)
- スティールプリンセス〜盗賊皇女〜（リュカオン）
- 装星機ガジェットロボ（ウィンカイザー、香取ホムラ、ディーン）
- レイトン教授と最後の時間旅行

2009年
- 涼宮ハルヒの並列（男性乗客A）

2011年
- うみねこのなく頃に散 〜真実と幻想の夜想曲〜
- 侍道4

### ドラマCD
- Re:バカは世界を救えるか?（東野一樹）
- アニメイト・コンシェルジュ Voice Section I（本郷アゲハ）
  - アニメイト・コンシェルジュ MINI Voice Section I 特訓編（本郷アゲハ）
- 彩雲国物語 恋愛指南争奪戦!（武官）
- JIHAI〜磁海〜 シリーズ（若手議員）
  - JIHAI〜磁海〜
  - JIHAI〜磁海〜 Second Code
  - JIHAI〜磁海〜 Third World
- 12人の優しい殺し屋 Fate：Topaz（醍醐小太郎）
- セイント・ビースト 悠久の章〜楽園喪失〜（カイ）
- D.C.II S.S. 〜ダ・カーポII セカンドシーズン〜「聖夜のミスコン大作戦!」（ななかファンの野郎共）
- ねこきっさ（客2）
- VitaminX キャラクターCD『SAPPHIRE DISC』-GAM。-（アナウンサー、男）
- マジナ! voice-MIX Vol.3 〜フローライト〜（アレッシオ）
- 名作文学（笑）走れ☆メロス（花婿）

#### BLCD
- あいつはキチクな俺の奴隷（剣道部員）
- 愛と仁義に生きるのさ
  - 恋に命を賭けるのさ（友達）
- 愛と欲望は学園で4（新生贄）
- 朝から朝まで（AD1）
- あばずれ（惣流空）
- 彩おとこ（部下1、客2）
- 男の子には秘密がある（姫宮綾斗）
- 俺の兄貴に手をだすな（成瀬みちる）
  - 片思いには秘密がある（姫宮綾斗）
  - 寝技には秘密がある （姫宮綾斗）
- おまえは、愛を食う獣。（少年）
- 可愛い下僕の育て方（中津）
- きみはかわいい僕の奴隷（男子生徒1）
  - きみは僕の恋の奴隷（柴崎光一）
- 君も知らない邪恋の果てに（花梨）
- ショコラティエの恋愛条件（ギャルソン）
- ティアドロップ 「僕らの言い分」（瀬戸正宗）
- 不器用なサイレント（遊撃手）
- 恋愛DAYS〜ひとつ屋根の下〜（男子生徒）
- わんことにゃんこ（麻生トモ）

#### ラジオ・トークCD
- 12人の優しい殺し屋「INTRODUCTION」（醍醐小太郎）

### 吹き替え
- iCarly
- アルビン2 シマリス3兄弟 vs. 3姉妹
- CSI:10 科学捜査班
- ストップ・ロス/戦火の逃亡者（ショーティ）
- TOUCH/タッチ（パヴェル）
- ドラゴン桜〈韓国版〉（ファン・ベッキョン）
- ハリー・ポッターと炎のゴブレット

### 実写
- イベントDVD おおきく振りかぶって 〜オレらの夏は終わらない〜

### その他
- 12人の優しい殺し屋（醍醐小太郎）